# Ужинец (Брянская область)
Ужинец — посёлок в Навлинском районе Брянской области России. Входит в состав рабочего посёлка Навли и Навлинского городского поселения

## География
Посёлок находится в восточной части Брянской области, в зоне хвойно-широколиственных лесов, к северу от реки Навли, при автодороге 15К-1704, на юго-западной окраине рабочего посёлка Навля, административного центра района. Абсолютная высота — 184 метра над уровнем моря.

### Климат
Климат характеризуется как умеренно континентальный с достаточным увлажнением, тёплым летом и умеренно холодной зимой. Среднегодовая многолетняя температура воздуха составляет 5,2 °С. Средняя температура воздуха самого тёплого месяца (июля) — 18,4 °C; самого холодного (января) — −8,6 °C. Вегетационный период длится около 185 дней. Среднегодовое количество атмосферных осадков составляет 560—600 мм, из которых большая часть выпадает в тёплый период. Снежный покров держится в течение 120—130 дней.

### Часовой пояс
Посёлок Ужинец, как и вся Брянская область, находится в часовой зоне МСК (московское время). Смещение применяемого времени относительно UTC составляет +3:00.

## Население
| 2010 | 2013 |
| ---- | ---- |
| 470  | ↘468 |

### Национальный состав
Согласно результатам переписи 2002 года, в национальной структуре населения русские составляли 96 % из 450 чел.